# Asociación Internacional de Jardines Botánicos
La Asociación Internacional de Jardines Botánicos, en inglés:International Association of Botanic Gardens, (IABG), se fundó en 1954 y está afiliada a la International Union of Biological Sciences (IUBS) como una comisión de la International Association of Botanical and Mycological Societies (IABMS). 
Los objetivos del IABG son: 
- La promoción de la cooperación internacional entre jardines botánicos, Arboretum e instituciones similares cuyo objetivo es la conservación de las plantas vivas.
- La promoción del estudio taxonómico de las plantas.
- La promoción de la difusión de información y especímenes entre los jardines botánicos y las instituciones similares.
- La promoción de la conservación de las especies gracias a su cultivo.
- La promoción de la introducción de especies útiles.
- La promoción de la conservación de los Hábitats.
- Y, finalmente, la promoción de la horticultura como ocio y como ciencia.